# Defesa fitossanitária
Defesa fitossanitária, ou proteção sanitária vegetal, é o conjunto de medidas adotadas pela agricultura a fim de se evitar a propagação de pragas e doenças, especialmente exóticas, em biomas, plantações ou áreas em que estas não existem e onde os organismos não possuem defesas ou mecanismos naturais de controle biológico.

## Medidas de controle
A adoção de medidas preventivas é a primeira ação adotada para a defesa vegetal; barreiras alfandegárias, fiscalização de produtos exóticos, etc., são exemplos.
O uso de pesticidas pode afetar o meio-ambiente e poluir os produtos. Práticas ecologicamente viáveis são constantemente estudadas, tais como confusão sexual em insetos, captura em massa, etc.

## No Brasil
No plano nacional, a defesa fitossanitária é regulamentada e fiscalizada pela Secretaria de Defesa Agropecuária, do Ministério da Agricultura, Pecuária e Abastecimento.
O transporte interestadual de material de origem vegetal é fiscalizado pelas agências estaduais respectivas.